# AEL FC Arena
Het AEL FC Arena is een multifunctioneel stadion in Larisa, een stad in Griekenland.
Het werd gebouwd tussen september 2009 tussen november 2010. Bij de bouw van het stadion was het bedrijf Potiropoulos D+L Architects betrokken. Het stadion werd geopend op 23 november 2010. In het stadion is plaats voor 16.118 toeschouwers.
Het stadion wordt vooral gebruikt voor voetbalwedstrijden, de voetbalclub AE Larissa 1964 maakt gebruik van dit stadion. Zij gebruikten daarvoor het Alkazarstadion. Het werd ook gebruikt voor het Europees kampioenschap voetbal mannen onder 19 van 2015. Dat toernooi werd in Griekenland gespeeld en in dit stadion waren vier groepswedstrijden en de halve finale tussen Rusland en Griekenland.